# Kansas City Chiefs 2013
La stagione 2013 dei Kansas City Chiefs è stata la 44ª nella National Football League e la 54ª complessiva. Dopo avere terminato nella stagione precedente con il peggior record della NFL, guidata dal nuovo quarterback Alex Smith la squadra vinse tutte le prime nove partite, chiudendo con un record di 11-5 al secondo posto della division. Nel primo turno di playoff la squadra sprecò un vantaggio di 38-10 nel secondo tempo contro gli Indianapolis Colts, andando a perdere per 45-44. Prolungò così quella che all'epoca era la peggior striscia di sconfitta consecutive nei playoff nella storia della NFL con 8. In seguito questo primato fu superato dai Detroit Lions.

## Roster
| Roster dei Kansas City Chiefs nel 2013 |
| --- |
| Quarterback - 9 Tyler Bray - 10 Chase Daniel - 11 Alex Smith Running Back - 25 Jamaal Charles - 34 Knile Davis - 32 Cyrus Gray - 42 Anthony Sherman FB Wide Receiver - 17 Donnie Avery - 82 Dwayne Bowe - 88 Junior Hemingway - 15 A.J. Jenkins - 22 Dexter McCluster RB Tight End - 80 Anthony Fasano - 81 Richard Gordon - 84 Sean McGrath Offensive Linemen - 76 Branden Albert T - 71 Jeff Allen G/T - 73 Jon Asamoah G - 72 Eric Fisher T - 61 Rodney Hudson C/G - 75 Rishaw Johnson G - 64 Eric Kush C - 74 Geoff Schwartz G/T - 79 Donald Stephenson T - 69 Rokevious Watkins G/T Defensive Linemen - 97 Allen Bailey DE - 77 Mike Catapano DE - 70 Mike DeVito DE - 96 Jaye Howard DE/NT - 94 Tyson Jackson DE - 92 Dontari Poe NT - 99 Jerrell Powe NT Linebacker - 91 Tamba Hali OLB - 50 Justin Houston OLB - 56 Derrick Johnson ILB - 59 Robert James ILB - 57 Nico Johnson ILB - 55 Akeem Jordan ILB - 95 Josh Martin OLB - 54 Dezman Moses ILB - 51 Frank Zombo OLB Defensive Back - 39 Husain Abdullah FS - 29 Eric Berry SS - 31 Marcus Cooper CB - 35 Quintin Demps SS - 24 Brandon Flowers CB - 23 Kendrick Lewis FS - 38 Ron Parker CB - 21 Dunta Robinson CB - 27 Sean Smith CB Special Team - 2 Dustin Colquitt P - 43 Thomas Gafford LS - 6 Ryan Succop K Lista delle riserve - 26 Sanders Commings CB (IR) - 65 Ricky Henry G (IR) - - Alonzo Highsmith Jr. LB - 52 James-Michael Johnson ILB (IR) - 46 Dominique Jones TE (IR) - 87 Travis Kelce TE (IR) - 59 Colin Kelly OT (IR) - 19 Kyle Williams WR (IR) Squadra di allenamento - 41 Malcolm Bronson FS - 66 Chandler Burden G - 85 Frankie Hammond WR - 47 Demetrius Harris TE (Practice squad/Injured) - 89 Jerrell Jackson WR - 30 Vernon Kearney CB - 44 Eric Kettani FB - 12 Rashad Ross WR - 53 Ridge Wilson LB |
| Legenda - I rookie sono in corsivo. - Il primo ruolo è il principale mentre gli eventuali successivi indicano i ruoli secondari. - (IR) sta per Injured Reserve ed indica la lista ristretta per un solo giocatore infortunato che può tornare ad allenarsi dopo la settimana 6 e a rientrare in prima squadra dopo che questa ha giocato 8 partite. - (NF-Inj.) / (NF-Ill.) stanno rispettivamente per Non-Football Injured e Non-Football Illness ed indicano le liste dove viene inserito un giocatore che ha un infortunio o una malattia non dipendente dal football americano. - (PUP) sta per Physically Unable to Perform ed indica la lista dove viene inserito un giocatore mentre è in attesa di recuperare la condizione fisica. Nella stagione regolare dopo la sesta partita giocata dalla propria squadra, il giocatore ha tempo tre settimane per riprendere ad allenarsi, più tre settimane aggiuntive dal suo rientro agli allenamenti per rientrare in prima squadra. |

## Calendario
| Stagione regolare |                    |                         |                    |                    |                                     |                    |
| Turno             | Data               | Avversario              | Risultato          | Record             | Stadio                              | Sintesi            |
| 1                 | 8 settembre        | at Jacksonville Jaguars | V 28–2             | 1–0                | EverBank Field                      | Recap              |
| 2                 | 15 settembre       | Dallas Cowboys          | V 17–16            | 2–0                | Arrowhead Stadium                   | Recap              |
| 3                 | 19 settembre       | at Philadelphia Eagles  | V 26–16            | 3–0                | Lincoln Financial Field             | Recap              |
| 4                 | 29 settembre       | New York Giants         | V 31–7             | 4–0                | Arrowhead Stadium                   | Recap              |
| 5                 | 6 ottobre          | at Tennessee Titans     | V 26–17            | 5–0                | LP Field                            | Recap              |
| 6                 | 13 ottobre         | Oakland Raiders         | V 24–7             | 6–0                | Arrowhead Stadium                   | Recap              |
| 7                 | 20 ottobre         | Houston Texans          | V 17–16            | 7–0                | Arrowhead Stadium                   | Recap              |
| 8                 | 27 ottobre         | Cleveland Browns        | V 23–17            | 8–0                | Arrowhead Stadium                   | Recap              |
| 9                 | 3 novembre         | at Buffalo Bills        | V 23–13            | 9–0                | Ralph Wilson Stadium                | Recap              |
| 10                | Settimana di pausa | Settimana di pausa      | Settimana di pausa | Settimana di pausa | Settimana di pausa                  | Settimana di pausa |
| 11                | 17 novembre        | at Denver Broncos       | S 17–27            | 9–1                | Sports Authority Field at Mile High | Recap              |
| 12                | 24 novembre        | San Diego Chargers      | S 38–41            | 9–2                | Arrowhead Stadium                   | Recap              |
| 13                | 1º dicembre        | Denver Broncos          | S 28–35            | 9–3                | Arrowhead Stadium                   | Recap              |
| 14                | 8 dicembre         | at Washington Redskins  | V 45–10            | 10–3               | FedExField                          | Recap              |
| 15                | 15 dicembre        | at Oakland Raiders      | V 56–31            | 11–3               | O.co Coliseum                       | Recap              |
| 16                | 22 dicembre        | Indianapolis Colts      | S 7–23             | 11–4               | Arrowhead Stadium                   | Recap              |
| 17                | 29 dicembre        | at San Diego Chargers   | S 24–27 (DTS)      | 11–5               | Qualcomm Stadium                    | Recap              |

Nota: gli avversari della propria division sono in grassetto.

### Playoff
| Playoff   |                |                           |           |        |                   |         |
| Turno     | Data           | Avversario                | Risultato | Record | Stadio            | Sintesi |
| Wild Card | 4 gennaio 2014 | at Indianapolis Colts (4) | S 44–45   | 0–1    | Lucas Oil Stadium | Recap   |

## Classifiche
| AFC West               |    |    |   |      |     |      |     |     |     |
|                        | V  | S  | P | %    | DIV | CONF | PF  | PS  | STR |
| (1) Denver Broncos     | 13 | 3  | 0 | .813 | 5–1 | 9–3  | 606 | 399 | V2  |
| (5) Kansas City Chiefs | 11 | 5  | 0 | .688 | 2–4 | 7–5  | 430 | 305 | S2  |
| (6) San Diego Chargers | 9  | 7  | 0 | .563 | 4–2 | 6–6  | 396 | 348 | V4  |
| Oakland Raiders        | 4  | 12 | 0 | .250 | 1–5 | 4–8  | 322 | 453 | S6  |